# خوسيه كارلوس هيريرا
خوسيه كارلوس هيريرا (بالإسبانية: José Carlos Herrera) هو عداء سريع مكسيكي، ولد في 5 فبراير 1986 في مونتيري في المكسيك.

## وصلات خارجية
- خوسيه كارلوس هيريرا على موقع الاتحاد الدولي لألعاب القوى (الإنجليزية)
- خوسيه كارلوس هيريرا على موقع الدوري الماسي (الإنجليزية)
- خوسيه كارلوس هيريرا على موقع اللجنة الأولمبية الدولية (الإنجليزية)
- خوسيه كارلوس هيريرا على موقع أوليمبيديا (الإنجليزية)